# Porcheresse
Porcheresse era una comuna francesa que estaba situada en el departamento de Charente, de la región de Nueva Aquitania, que en 1972 se fusionó con la comuna de Blanzac, formando la comuna de Blanzac-Porcheresse como comuna asociada.

## Historia
La comuna asociada fue suprimida el 1 de enero de 2017.

## Demografía
| Gráfica de evolución demográfica de Porcheresse entre 1800 y 1968 |
|                                                                   |

Los datos demográficos contemplados en este gráfico se han cogido de la página francesa EHESS/Cassini.